# Rychtal
Rychtal (německy Reichthal) je město v jihozápadním Polsku ve Velkopolském vojvodství v okrese Kępno, sídlo stejnojmenné gminy. V roce 2021 mělo 1 347 obyvatel. Leží na řece Studnici. Je centrem oblasti nazývané Rychtalsko, tj. severovýchodní částí pruského okresu Namslau (Namysłów), která byla na základě Versailleské smlouvy po první světové válce připojena k Polsku vzhledem k zde žijící polské menšině hovořící slovanským dolnoslezským nářečím. Navzdory nynější administrativní příslušnosti patří historicky k Dolnímu Slezsku.

## Popis
V letech 1294–1934 byl Rychtal městem, statut byl sídlu znovu obnoven v roce 2023. Má typicky městské historické jádro s obdélníkovým náměstím a souvislou blokovou zástavbou. Mezi místní památky patří katolický kostel Umučení Jana Křtitele z roku 1785, novorenesanční radnice a řada měšťanských domů z 19. století. Na historické jádro navazují kolonie rodinných domů směrem na jih a východ od něj.

## Doprava
Obcí prochází národní silnice č. 39, která spojuje Kępno, Namysłów, Břeh a okres Dzierżoniów.